# Synagoga Majera Abramowicza w Łodzi (ul. Główna 46)
Synagoga Majera Abramowicza w Łodzi – prywatny dom modlitwy znajdujący się w Łodzi przy ulicy Głównej 46, obecnie będącej fragmentem alei Józefa Piłsudskiego.
Synagoga została zbudowana w 1910 roku z inicjatywy Majera Abramowicza. Synagoga została przeniesiona z lokalu przy ulicy Targowej 65. Podczas II wojny światowej hitlerowcy zdewastowali synagogę.